# Ernfrid Jäfvert
Evald Ehrenfrid "Ernfrid" Jäfvert, född 13 maj 1889 i Söderbärke socken, död 22 januari 1960 i Stockholm, var en svensk skomakare och kulturhistoriker.
Ernfrid Jäfvert var son till lancashiresmeden Jacob Edvard Jäfvert. Han kom redan i barndomen i skomakarlära och företog senare vidsträckta gesällvandringar och kom under långa tider att arbeta utomlands. Under längre tider arbetade han i London och Paris, kort före första världskriget arbetade han i Schweiz och senare i Ryssland varifrån han under stora problem lyckades ta sig hem till Sverige. Under en vistelse i USA 1924 kom han att intressera sig för skornas historia och kom senare att genomföra resor till Sydamerika, Italien, Syrien och Egypten för att där studera äldre skor. Han drev 1924-1925 en antikvarisk bokhandel i Stockholm men återvände senare till skomakaryrket och blev 1932 skomakarmästare i Stockholm. Till en början intresserade Jäfvert sig mycket för termer inom skotillverkningen, men därifrån gick hans intresse över till olika tillverkningstekniker men efterhand även skomakeryrket som sådan. Till en början publicerade han främst artiklar i Svensk skotidning och andra facktidningar men 1938 lät han utge Skomod och skotillverkning från medeltiden till våra dagar och som fick en spridning i bredare kretsar. Genom att publicera skomaterial från olika medeltidsgrävningar i Sverige kom boken att få karaktär av standardverk. Senare utgav han de mer populärvetenskapligt upplagda En bok om skomakeri (1941) och En skofabriks historia (1948).
Han publicerade även detaljundersökningar i olika kulturhistoriska tidskrifter och blev även mycket anlita som expert av forskare och institutioner i Sverige och utomlands. Vid sin död arbetade han på ett stort lexikaliskt verk över terminologin inom skomakaryrket.